# Hauptzollamt (München)

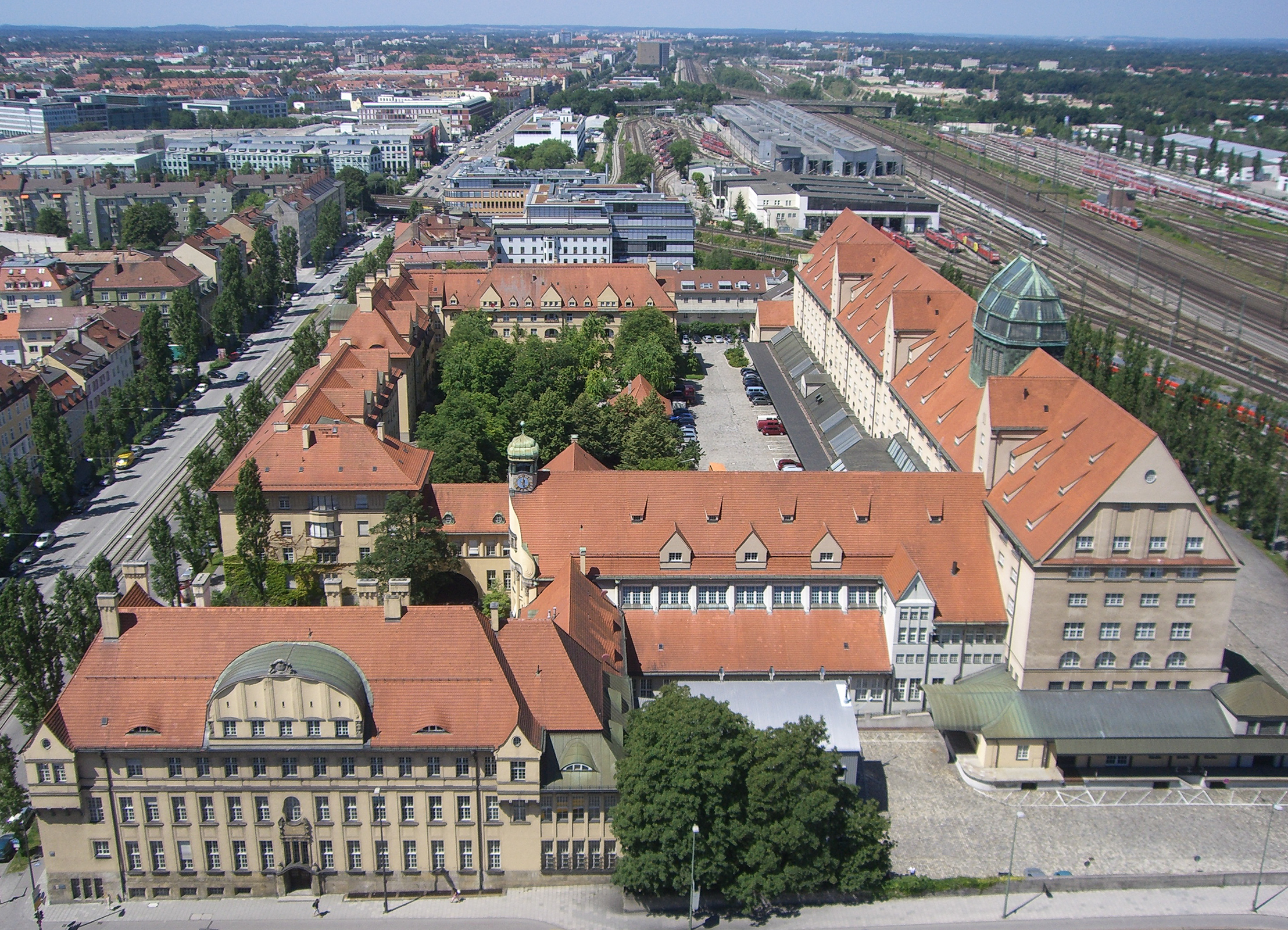
Ehemaliges Hauptzollamt München, Blick nach Westen

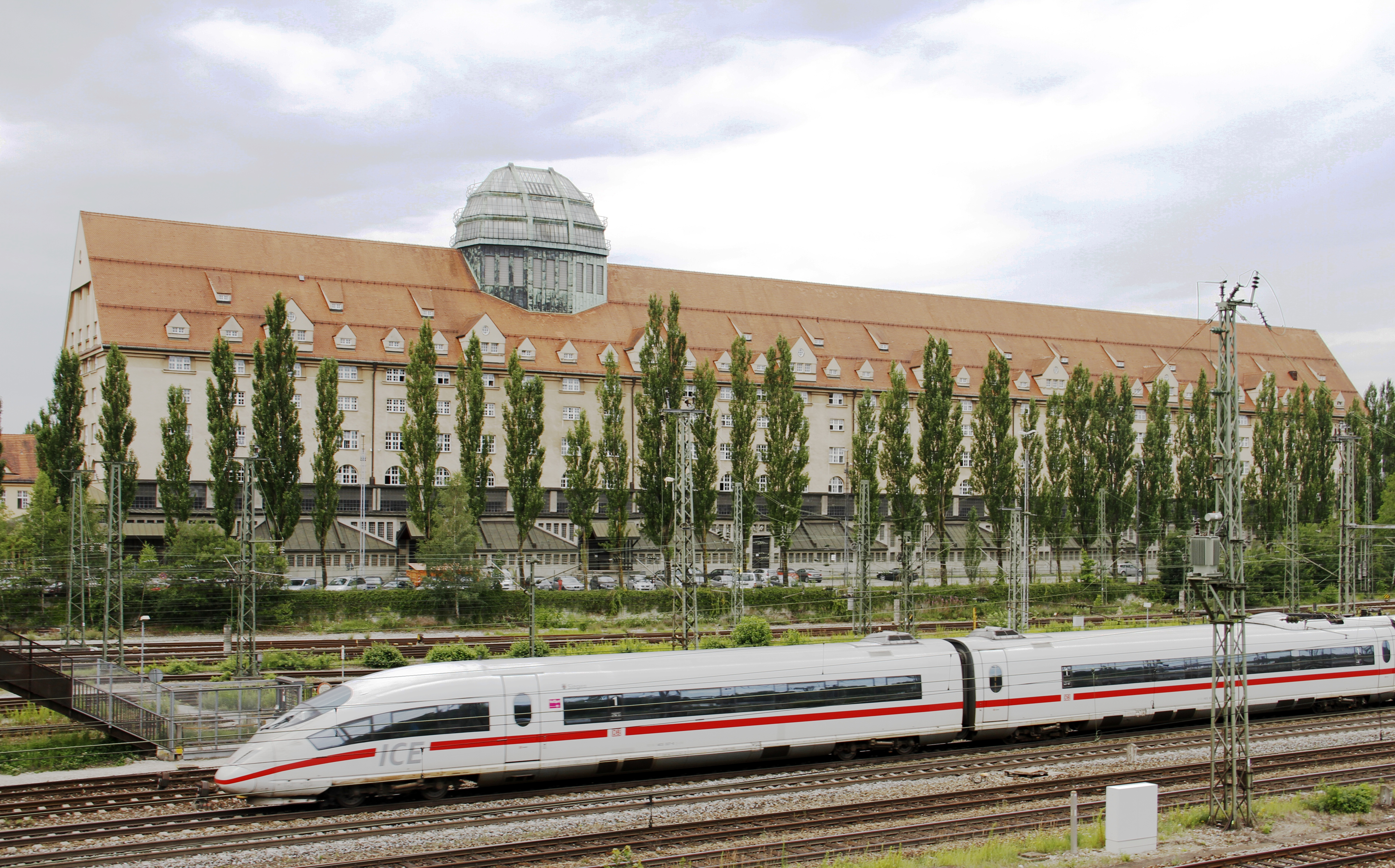
Das Lagerhaus von der Bahnseite

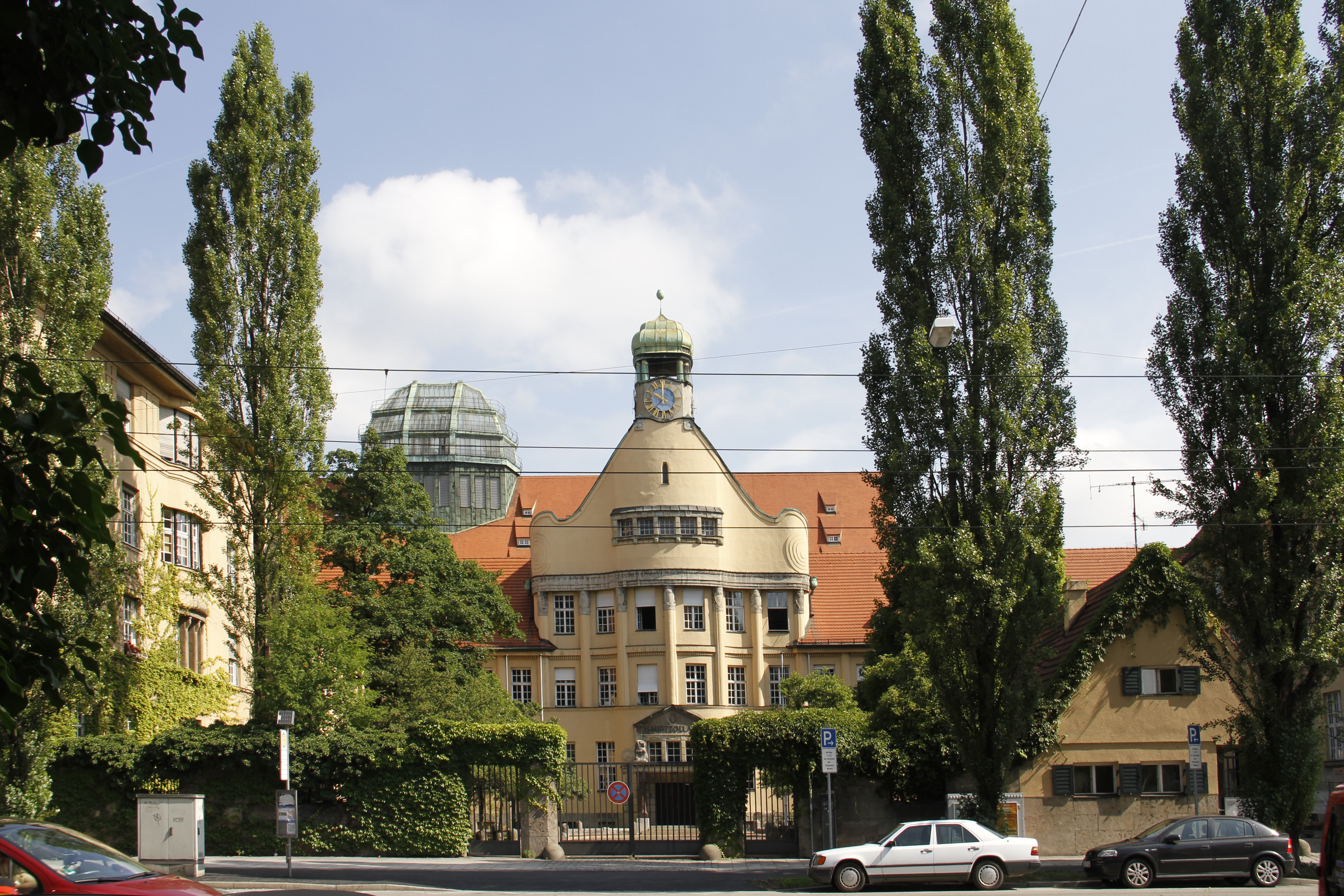
Ehrenhof und Verwaltungsgebäude mit Uhrenturm. Dahinter die Glaskuppel des Lagerhauses. Ansicht von der Landsberger Straße

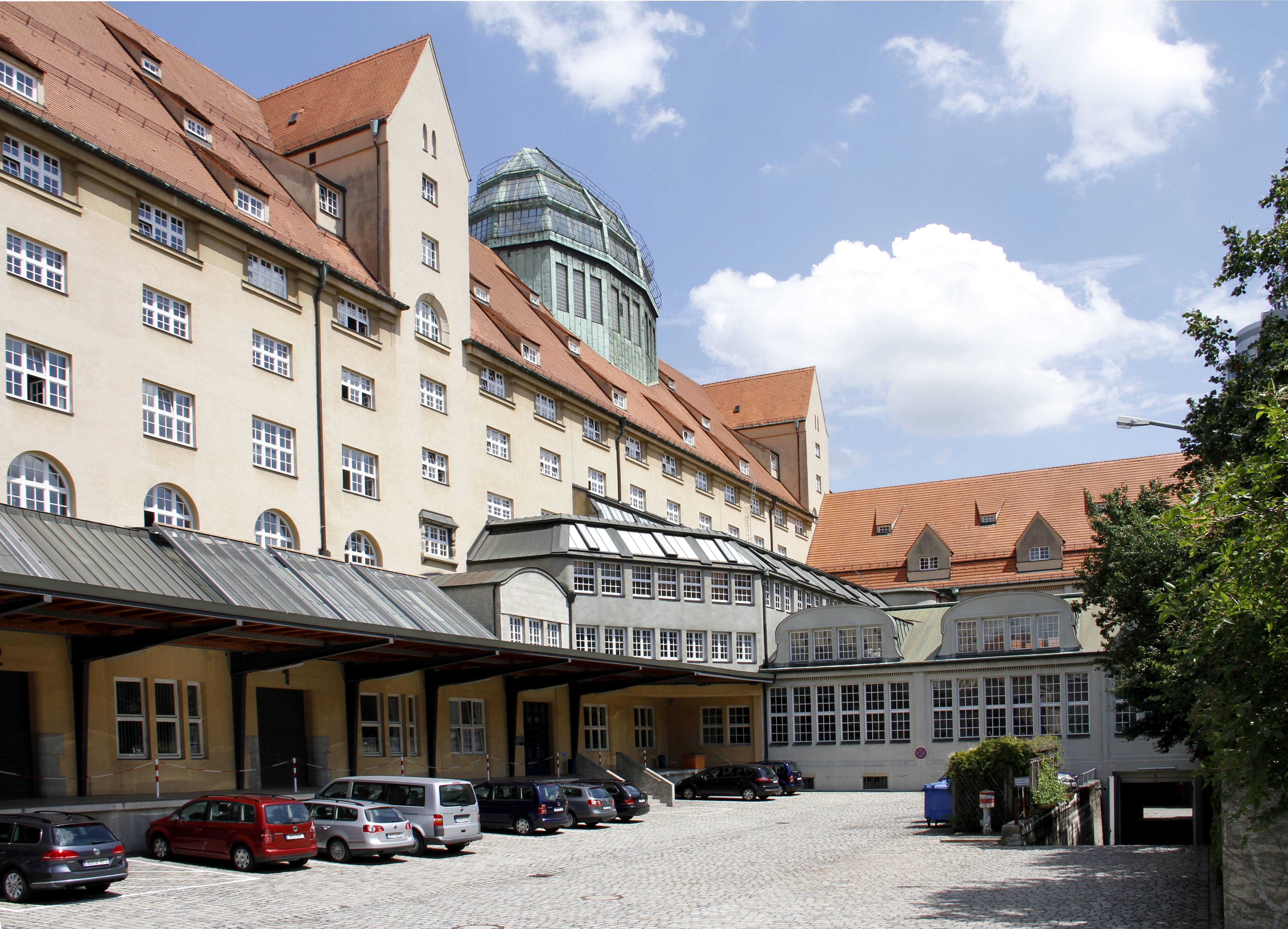
Der Zollhof mit dem Lagerhaus links und den beiden Revisionssälen im Zentrum

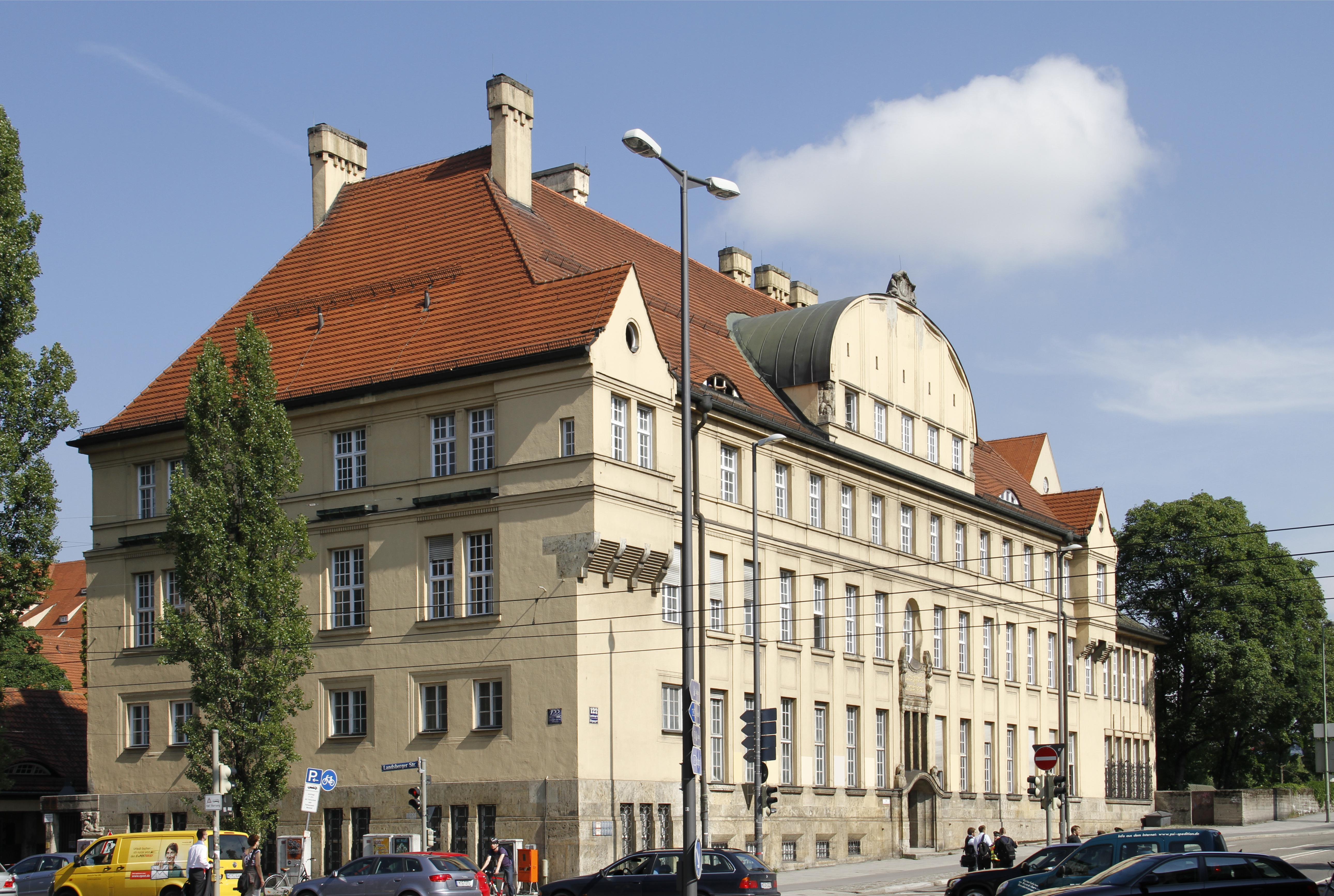
Zolltechnische Prüfungs- und Lehranstalt im Südosten des Geländes

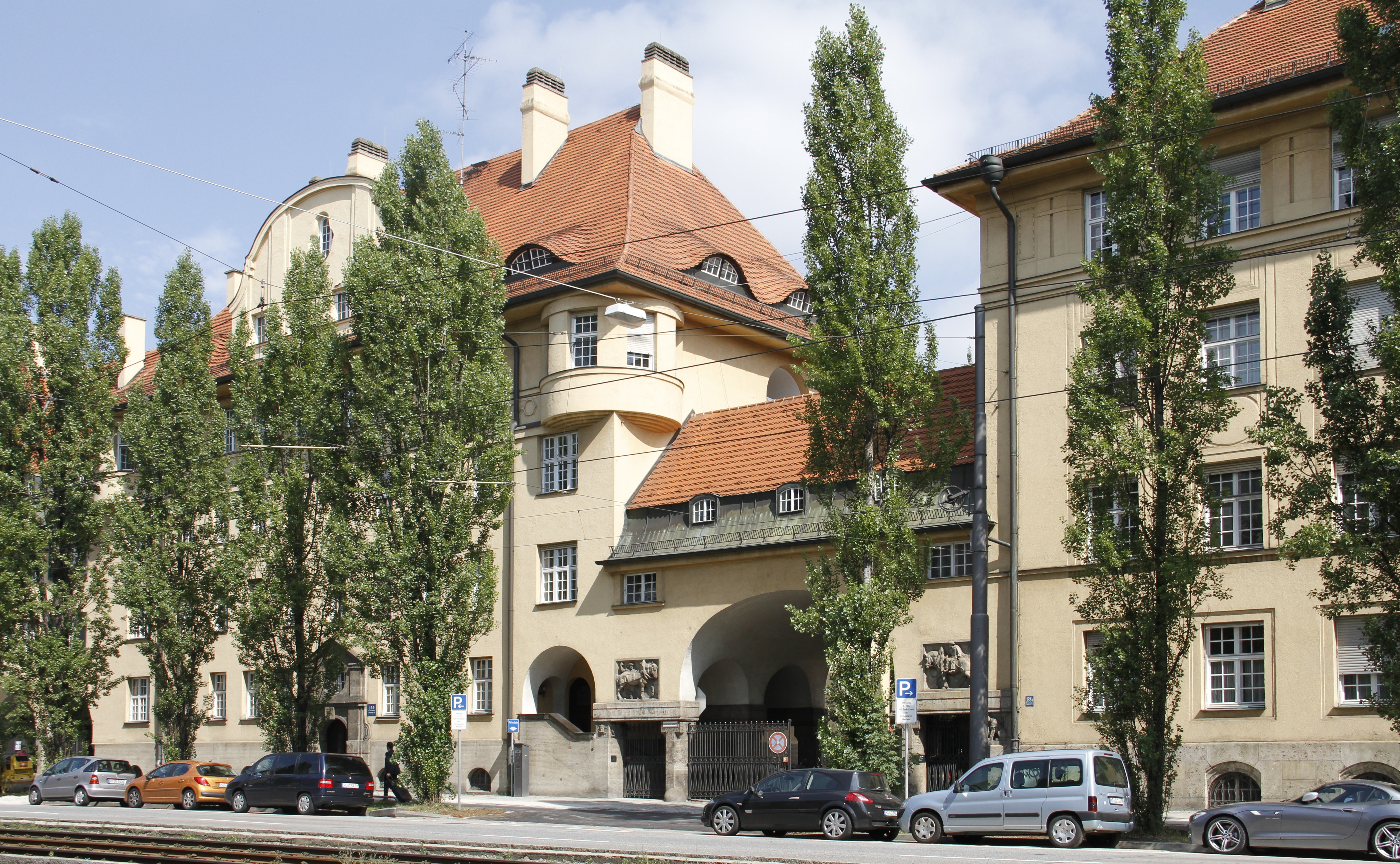
Beamtenwohnhäuser an der Landsberger Straße

Das ehemalige Hauptzollamt München ist ein Gebäudekomplex aus dem Jahr 1912 an der Landsberger Straße 122–132 im Münchner Stadtteil Schwanthalerhöhe. Von der Eröffnung bis 2004 war darin das Hauptzollamt München I untergebracht; seither wird es von einzelnen Abteilungen der Bundeszollverwaltung genutzt. Die Bauten wurden in einer Mischung aus spätem Jugendstil und Reformarchitektur errichtet. Sie gelten als Beispiel der „monumentalen Bauweise der Prinzregentenzeit“ und „repräsentieren nach außen die Größe und Eigenständigkeit des bayerischen Königreiches“. Markant ist das massive, 180 m lange ehemalige Lagerhaus mit einer gläsernen Kuppel. Ihre Spitze ist 45 m hoch und wirkt „wie ein Kristall“, der aus der Mitte des Gebäudes herauswächst.
Durch seine Lage neben der Donnersbergerbrücke zwischen der Landsberger Straße und den Bahngleisen ist das Gebäude sehr präsent im Stadtbild und kann sowohl vom Mittleren Ring auf der Donnersbergerbrücke wie von allen in den Hauptbahnhof München einfahrenden oder ihn verlassenden Zügen aus gesehen werden.

## Geschichte
Bereits seit 1807 gab es in Bayern eine moderne Finanzverwaltung mit einer General-Zoll- und Maut-Direktion. 1819 wurde im Rahmen der Neuorganisation der königlichen Behörden auf der Grundlage der Verfassung des Königreichs Bayern von 1818 unter Maximilian von Montgelas eine dreigliedrige Struktur aus Direktion, Hauptzollämtern und nachgeordneten Zollämtern I. und II. Klasse eingerichtet. 1874 wurde das Hauptzollamt München in einen Bau von Friedrich Bürklein an der Bayerstraße nahe dem Münchner Hauptbahnhof verlegt. 1880 wurde die Zoll- und Mautdirektion in die neue Königliche Generaldirektion für Zölle und indirekte Steuern integriert, womit den Hauptzollämtern auch Steuerämter und Steuerstellen nachgeordnet waren. Seit 1901 gab es zwei Hauptzollämter in München, nachdem ein weiteres in Haidhausen am Bahnhof München Ost mit Zuständigkeiten im Osten Münchens bis zum damaligen Landgericht Schwaben eröffnet worden war.
Durch den Aufschwung des Fernhandels und besonders durch ein neues Zollgesetz von 1906 genügte das Hauptzollamt I nicht mehr dem Bedarf. Waren 1900 noch 24.000 Kolli trockene und 3560 Kolli flüssige Güter eingetroffen und verzollt worden, stieg der Umsatz bis 1911 auf 48.000 Kolli trockene und 7000 Kolli flüssige Waren. Eine Erweiterung auf dem vorhandenen Grundstück war nicht möglich. Daher gab die Regierung 1908 einen Neubau für das Hauptzollamt München I in Auftrag. Dafür wurde das weiter westlich gelegene Grundstück des bisherigen forstärialischen Holzhofs der königlich bayerischen Forstverwaltung an der Landsberger Straße ausgewählt, der Verlängerung der Bayerstraße stadtauswärts. Um den Zugang zum Grundstück zu ermöglichen, mussten neun Privathäuser entlang der Landsberger Straße aufgekauft und abgerissen werden. In den Neubau integriert werden sollte auch die Technische Prüfungs- und Lehranstalt der Zollverwaltung, die bislang zusammen mit der königlichen Generaldirektion für Zölle und indirekte Steuern im Alten Hof untergebracht war und dort ausziehen musste. Da der neue Standort am Rand der Stadt lag, wurden zudem Dienstwohnungen vorgesehen.

### Entwurf und Bau
Entworfen wurde der Bau vom königlichen Regierungs- und Bauassessor Hugo Kaiser. Zusammen mit drei anderen Beamten der Bauverwaltung unternahm er eine Studienreise zu modernen Zollbauten, dem Hamburger Freihafen und diversen Industriebauten, die als Vorbilder in Frage kamen. Die anschließend erstellten Pläne sahen einen großzügigen Entwurf vor, der den aktuell geschätzten Platzbedarf als Reserve für die Zukunft um ein Drittel überstieg. Der Entwurf und ein Modell wurden 1908 von Prinzregent Luitpold genehmigt. Von 1909 bis 1912 wurde der Gebäudekomplex errichtet, wobei Kaiser die Bauleitung innehatte und der königliche Ministerialrat Gustav Freiherr von Schacky auf Königsfeld aus dem Finanzministerium die Bauoberleitung wahrnahm. Am 1. Juli 1912 wurde das neue Hauptzollamt durch Prinz Ludwig in Vertretung seines schon 91-jährigen Vaters eingeweiht. Der bisherige Standort wurde von den Königlich Bayerischen Staatseisenbahnen übernommen.
Lagerhalle und Verwaltungsgebäude waren in Eisenbeton-Skelettbauweise errichtet und zählten damit zu den ersten Eisenbetonbauten dieser Größe in Europa. Mit den Bauarbeiten wurden die führenden Unternehmen der Zeit aus ganz Süddeutschland beauftragt. Die Eisenbetonkonstruktionen wurden von den Münchner Bauunternehmungen Gebr. Rank und Heilmann & Littmann ausgeführt, die Schmiedeeisenarbeiten kamen von F. F. Kustermann. Die Heizungsanlage stammte von den Eisenwerken Kaiserslautern, Kräne lieferten die Nürnberger Maschinenfabrik Joh. Wilh. Spaeth und das Würzburger Unternehmen Georg Noell & Co., die Rohrpostanlage wurde von Alois Zettler erstellt, weitere technische Installationen stammten von den Siemens-Schuckertwerken. Die Kosten für das Hauptzollamt betrugen 1.760.000 Mark für das Grundstück und 8.170.500 Mark für die Bauten. Letzterer Betrag schließt allerdings die Baukosten von 485.000 Mark für die Zollanlagen am Bahnhof München Süd ein, die für die Verzollung von Obst und Gemüse auf dem Gelände der Großmarkthalle München errichtet wurden. Außerdem waren die Kosten für Grundstück und Bebauung des neuen Forsthofs in Haidhausen enthalten.

### Nutzung
In den ersten Jahren nach dem Neubau wurden die Lagerflächen bei weitem nicht ausgenutzt, so dass Teile an Münchner Unternehmen vermietet wurden. Während des Ersten Weltkriegs dienten große Teile der Lagerhalle, die Schalter- und die Revisionshallen als Hilfslazarett. 1919 wurde das Hauptzollamt München III eröffnet, das wieder im Bürkleinbau an der Bayerstraße untergebracht war. Das Hauptzollamt München I war seither nur noch für die Verzollung in München ohne den Ostbahnhof zuständig, während alle nachgeordneten Zollämter, Zollinspektionen, Steuerämter und Steuerstellen zwischen den beiden anderen Hauptzollämtern aufgeteilt wurden.
Im Zweiten Weltkrieg nutzte die Wehrmacht rund ein Viertel der Lagerflächen als Depot. Bei Luftangriffen wurde das Gebäude durch Sprengbomben beschädigt. In der Nacht vor dem Eintreffen der US-Armee wurde das Depot von der Münchner Bevölkerung geplündert. Die Amerikaner nutzten nach Ende des Krieges rund zwei Drittel der Lagerhalle als PX-Depot und bauten sie ihren Zwecken entsprechend um. Dabei gingen viele künstlerische und bauliche Details verloren. Im Rest der Halle und in den Verwaltungsbauten arbeitete weiterhin der Zoll. 1963 ging das Eigentum am Gebäude vom Freistaat Bayern auf die Bundesfinanzverwaltung über; 1969 gab die US-Army ihre Nutzung auf und die gesamte Anlage unterstand wieder deutscher Verwaltung.
Seit 1976 steht das Hauptzollamt unter Denkmalschutz. Das Finanzbauamt München I unternahm ab 1977 eine abschnittsweise Renovierung und Rekonstruktion für rund 28 Mio. D-Mark, die zum 75-jährigen Jubiläum des Gebäudes 1987 größtenteils abgeschlossen war. Zwischen 1994 und 2002 wurden die ehemals drei Hauptzollämter in München (West, Mitte und Flughafen) fusioniert, bis zum Jahr 2007 zogen die Dienststellenleitung und die meisten Abteilungen nach und nach in den Dienstsitz Sophienstraße am Alten Botanischen Garten um. Auch die Zollabfertigung in der Landsberger Straße endete, nachdem zuletzt nur noch Postsendungen bearbeitet worden waren. Die freigewordenen Räume wurden von der Zollfahndung, der Kontrolleinheit Verkehrswege sowie 2004 von der Finanzkontrolle Schwarzarbeit übernommen, weshalb aus Sicherheitsgründen kein öffentlicher Zugang zum Gebäude mehr besteht.
Das Hauptzollamt war auch Drehort für Fernsehproduktionen und Veranstaltungsort: Christian Dior stellte seine Herbst-/Winter-Kollektion 1999 in der Schalterhalle vor, das Tanzstudio der ZDF-Weihnachtsserie Anna wurde im Revisionssaal eingerichtet, zwei Folgen von Die Verbrechen des Professor Capellari und eine von Siska wurden maßgeblich im Gebäude gedreht. Auch für die Miniserie Der Wunschbaum wurde das Hauptzollamt genutzt. Im Hauptzollamt wurden bis 1998 sowohl der Bestand an so genannter Deutscher Kunst aus der Zeit des Nationalsozialismus als auch Raubkunst verwahrt. Der Oberfinanzdirektion München unterstanden Kunstwerke unter der Verwaltung des Bundes, die von staatlichen Sammlungen während des Dritten Reichs angekauft oder rechtswidrig aus ganz Europa zusammengeführt worden waren und nach dem Krieg von den Amerikanern im Central Collecting Point erfasst wurden. Der fünfte Stock des Lagerhauses ist heute an das Deutsche Museum vermietet, das dort Teile seines Depots ausgelagert hat. Seit 2015 hat auch das Landesamt für Denkmalpflege sein Depot für archäologische Funde im Hauptzollamt.
Das Gebäude der zolltechnischen Prüfungs- und Lehranstalt wurde von 2011 bis 2014 generalsaniert, nachdem die Labore der Prüfanstalt in einen Neubau in der Nähe des Münchner Flughafens gezogen waren. Anschließend wurden in den Büros Zolldienststellen und die Bundesanstalt für Immobilienaufgaben untergebracht. Die angegliederten Wohnhäuser werden durch die Bundesanstalt für Immobilienaufgaben vermietet, bevorzugt an Bundesbeamte.

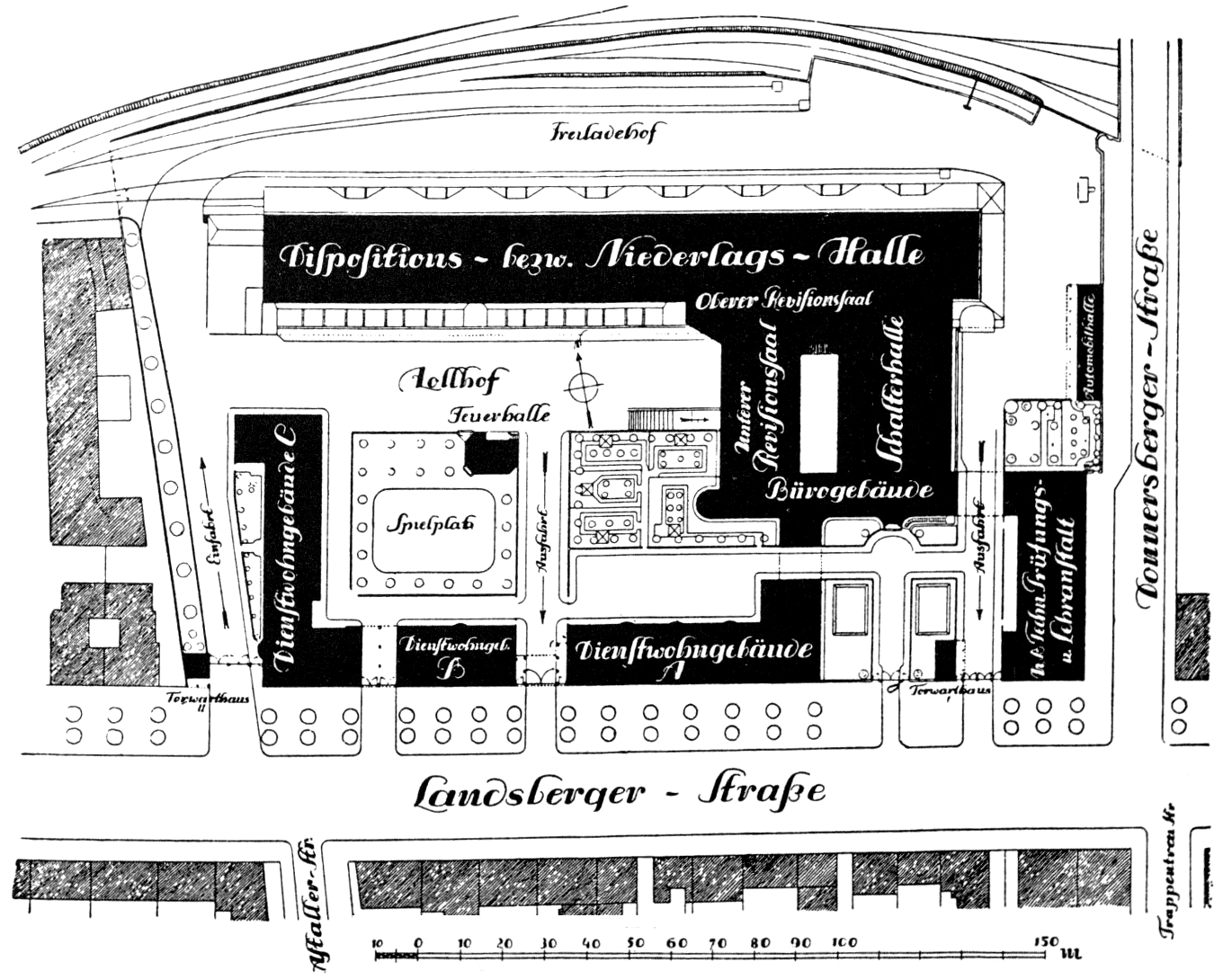
Lageplan aus der Zeit des Baus

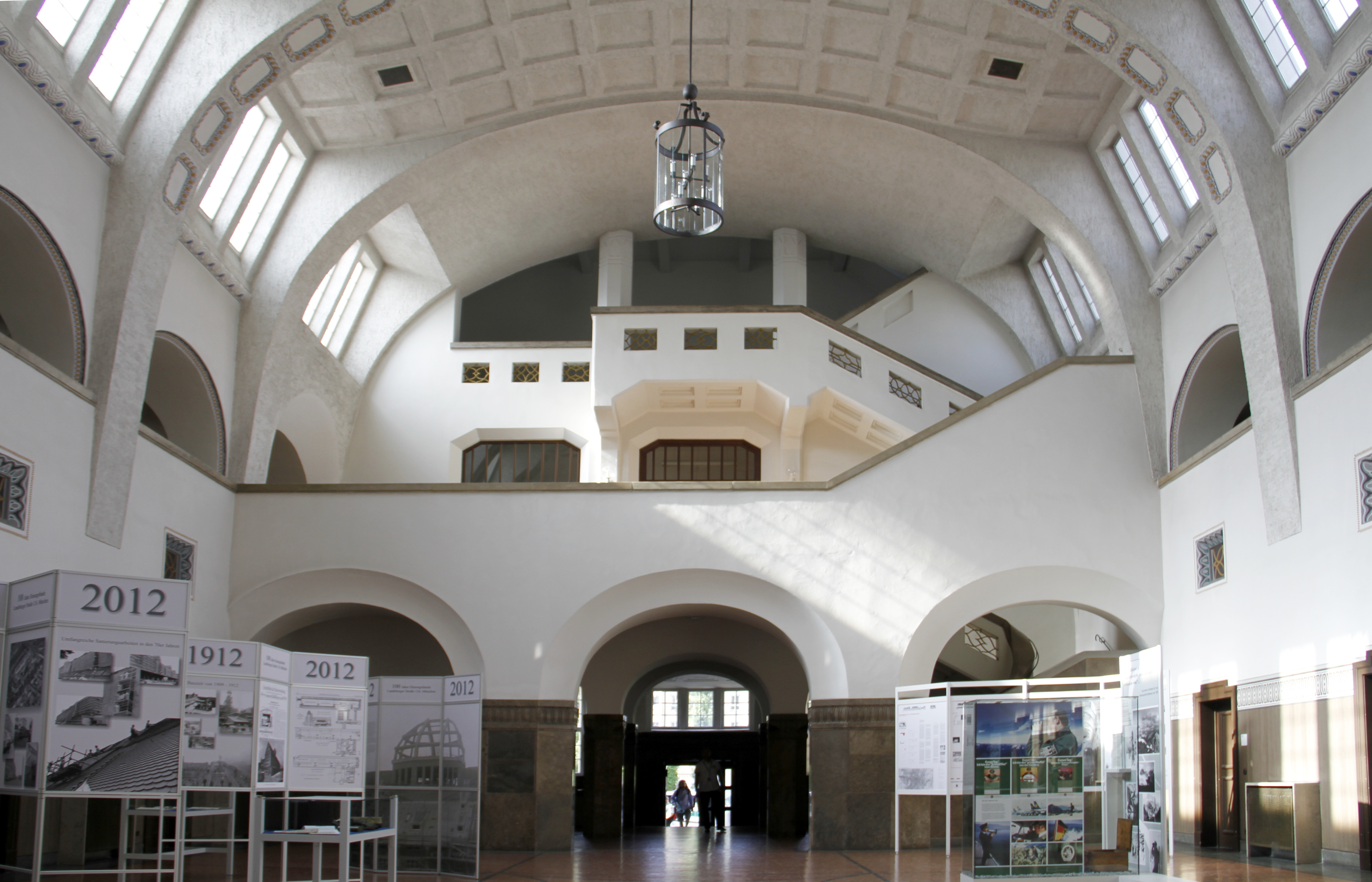
In der Eingangshalle befanden sich früher die Schalter

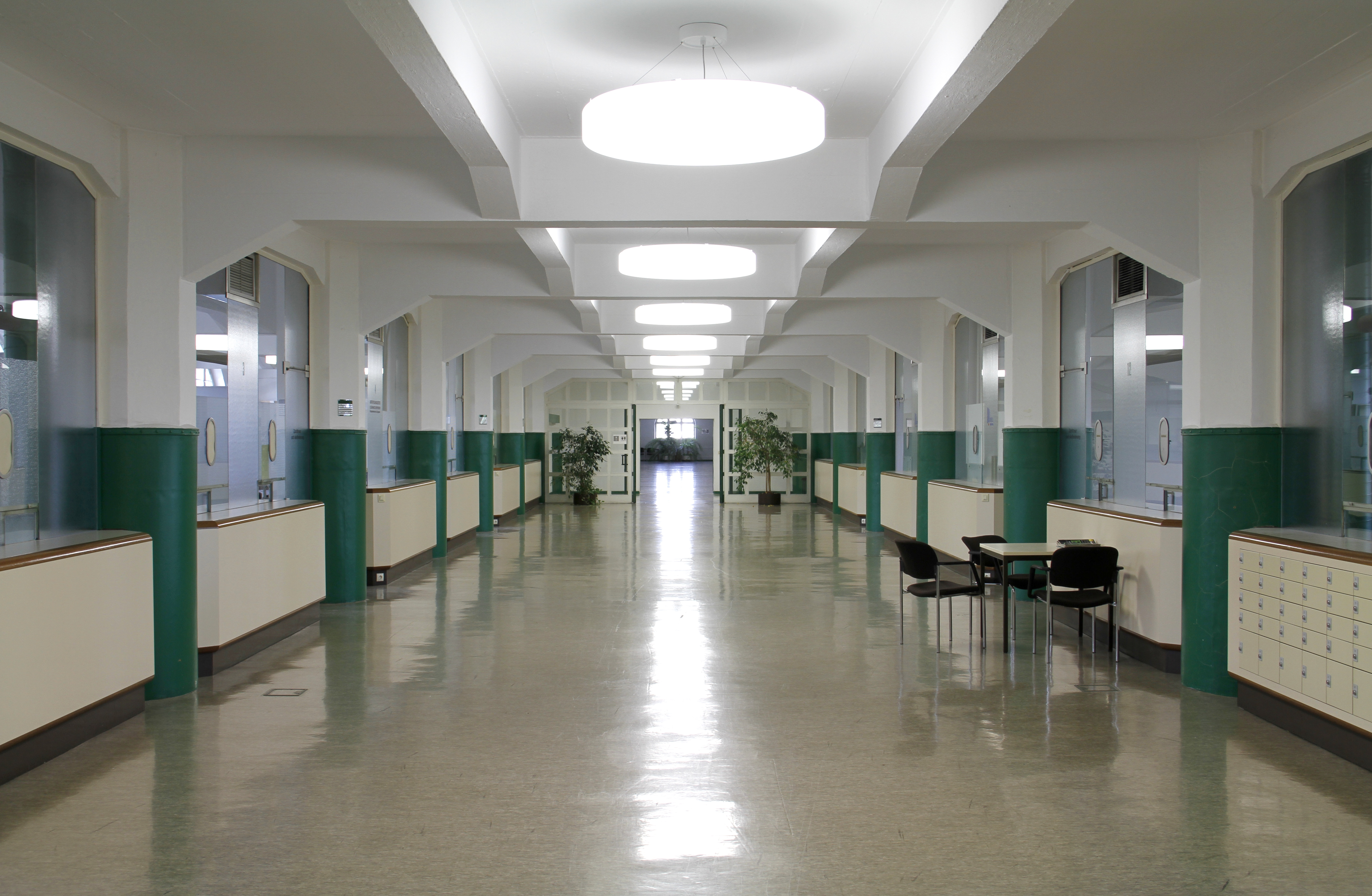
Nachträglich eingebaute Zollschalter im ersten Stock des Lagerhauses. Die Trägerstruktur des Eisenbetonbaus ist sichtbar

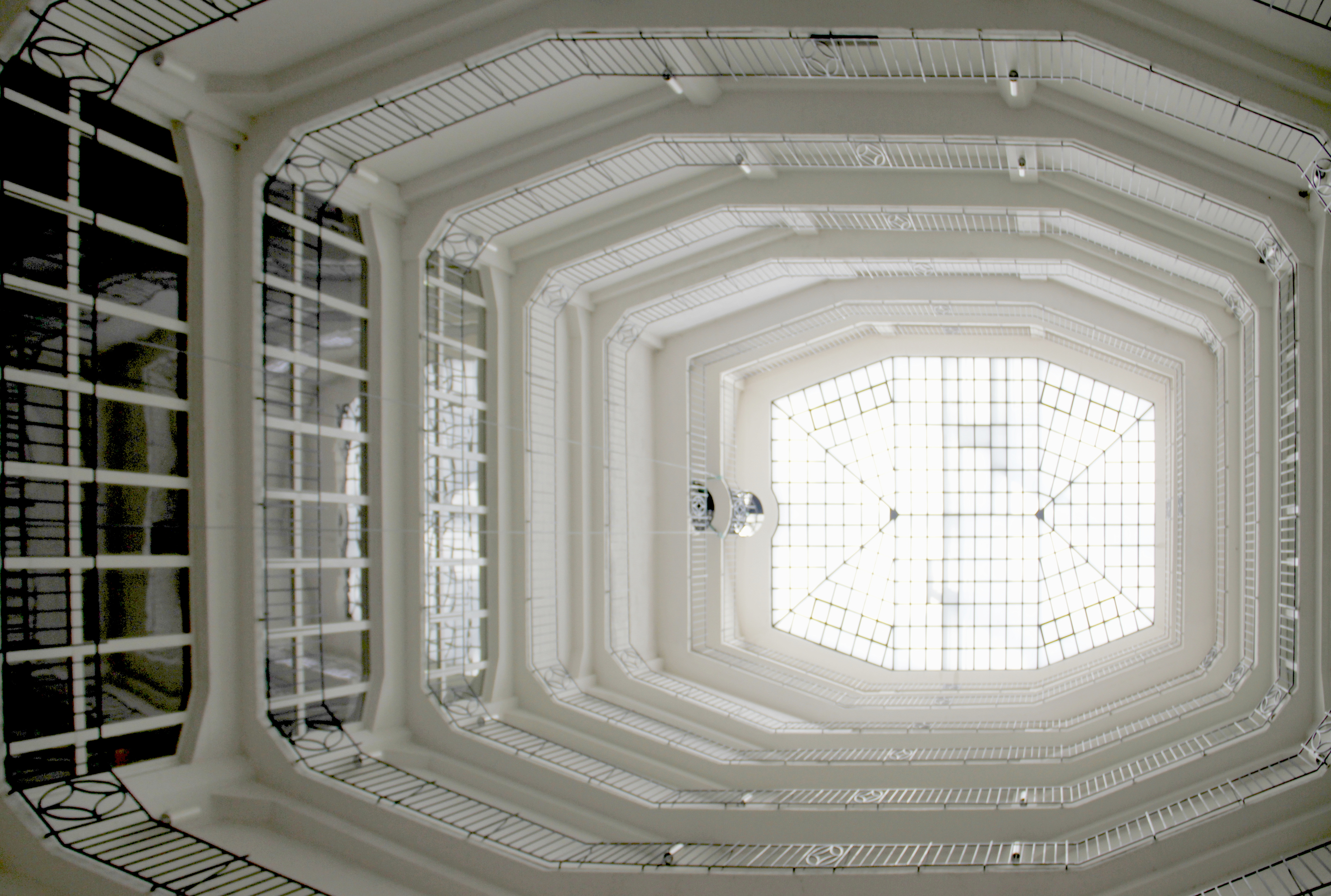
Lichtschacht und Kuppel von innen

## Bauten
Das Hauptzollamt gehört zu den Großprojekten der Prinzregentenzeit zwischen 1886 und 1912. Die großen Staatsbauten der Zeit, die „Bayerns Eigenständigkeit“ und „das Beharren auf Reservatsrechten“ gegenüber den anderen Ländern im seit 1871 geeinten Deutschen Reich veranschaulichen sollten, prägen bis heute das Erscheinungsbild der Stadt. Sie sind durch einen hohen Qualitätsanspruch gekennzeichnet und trugen maßgeblich dazu bei, dass München als Kulturstadt nicht nur in Kunst, Musik, Theater, Literatur und Wissenschaft, sondern auch in der Architektur um die Wende vom 19. zum 20. Jahrhundert einen „Höhepunkt der nationalen und europäischen Bedeutung“ erreichte.
Das rund 35.000 m² große, annähernd rechteckige Grundstück wurde mit 14.000 m² Grundfläche zu etwa 40 % überbaut. Der Gebäudekomplex umfasst den Verwaltungsbau im Kern des Geländes, das im Norden rechtwinklig nach Westen anschließende, 180 m lange Lagergebäude, die im Osten abgesetzte Zolltechnische Prüfungs- und Lehranstalt sowie im Süden an der Landsberger Straße drei Wohnblöcke für Angestellte. Er ist als vielflügelige Anlage mit gestuften Bauten unterschiedlicher Höhe mit mehreren Höfen und Grünflächen angelegt, die Straßenfassade ist durch Torbögen und Mauern geschlossen, so dass die Anlage „Züge einer autarken Arbeits- und Wohnfestung gewinnt“. Die Errichtung der Anlage in einer einheitlichen Planung erlaubte die optimale Anpassung der Bauten an die Zollabläufe und die Trennung der Warenströme durch die Anordnung der Gebäude um mehrere Höfe.
Die Münchner Neuesten Nachrichten kamen am Tag nach der Eröffnung zu dem Schluss:

„[Der ganze Baukomplex,] von außen gefällig, von innen zweckmäßig und mit allen Errungenschaften der Neuzeit ausgestattet, ist eine neue Zierde für München und zeigt, wie Geschmack und Brauchbarkeit, wie Komfort und technische Vollkommenheit auch bei Staatsbauten Hand in Hand gehen können. Und wenn auch kein Kaufmann gerne Zoll zahlt, fast glaube ich, daß er wenigstens den Neubau an der Landsberger Straße lieb gewinnen und gerne besuchen wird.“

### Architektur
Der Verwaltungsbau, das eigentliche Zollamt, ist in Nord-Süd-Richtung orientiert und weist im Süden eine Schaufassade mit konvex ausgebautem Giebel und Uhrenturm auf. Es ist gegenüber der Landsberger Straße zurückgesetzt und dem Eingangsbereich ist ein Ehrenhof vorgelagert, der durch die Prüfanstalt im Osten und den Seitenflügel eines der Wohngebäude im Westen gebildet und eingerahmt wird. Die Schauseite des Gebäudes wird durch einen quergestellten Bürotrakt gebildet, hinter dem die zentrale Schalterhalle liegt. Sie ist 35 m lang, 14,5 m breit und reicht mit 14 m Höhe über drei Stockwerke. Sie wird durch ein Tonnengewölbe mit gewaltigen Rahmenbindern aus Eisenbeton geprägt. Die Deckenflächen sind mit kassettenförmigem Stuck verziert. Parallel zur Schalterhalle liegt der niedrigere untere Revisionssaal, dazwischen befindet sich ein Lichthof, der bis zum Untergeschoss reicht und über eine Rampe den Zugang für Fahrzeuge zu den Kellern ermöglicht.
Hinter dem Verwaltungsbau und quer dazu liegt parallel zu den Eisenbahngleisen der Lagertrakt. Er hat vier Hauptgeschosse und einschließlich Dach und Kellern insgesamt neun Etagen mit zusammen rund 30.000 m² Lagerfläche. Das Erdgeschoss diente zur Zollabfertigung, die Obergeschosse wurden als Zollfreilager verwendet. Für besondere Warengattungen standen eigene Lagerräume zur Verfügung: Feuergefährliche Güter hatten eine eigene kleine Halle im Hof, Kraftfahrzeuge wurden in einem geschlossenen Unterstand verwahrt, für übelriechende Waren gab es gesonderte Lagerflächen am Ende der Halle und eine überdachte, aber ansonsten weitgehend offene Veranda. Fette und Öle sowie Schaumwein wurden im Kellergeschoss gelagert. Außerdem standen Räume für die Fleischbeschau durch einen Tierarzt zur Verfügung. Im östlichen Drittel des Lagergebäudes unterbricht die Kuppel des 45 m hohen Lichtschachts das massive Satteldach. Sie überragt den First des Lagerhauses um 18 m und besteht aus einem „langgestreckten Zehneck, das kuppelförmig auf zwei Firstpunkte zuläuft.“ Ihre Rippen mit drei Umgängen gelten als „Prototyp des Eisenbetonfachwerks“. Zum Wetterschutz ist der Beton mit Kupfer verkleidet, das eine Patina angesetzt hat, die bei der Renovierung sorgfältig restauriert wurde. Der durch alle Etagen geführte Lichtschacht war früher zu den Lagerflächen hin offen. Nach den Umbauten wurden in den Lagerhaus-Etagen überwiegend Büros eingerichtet, der Lichtschacht wurde zu diesen hin weitgehend geschlossen.
Die östlich des Ehrenhofs liegende Technische Prüfungs- und Lehranstalt der Zollverwaltung verfügte über Büro- und Geschäftsräume sowie mehrere Labors, daneben einen zentralen Hörsaal mit modernen Diaprojektoren und eine umfangreiche Sammlung an Warenmustern. An Laboratorien gab es eines für amtliche Untersuchungen im Allgemeinen und zu Studienzwecken, ein weiteres besonders für Bier- und Weinuntersuchungen, ein Übungslaboratorium für die Abhaltung praktischer Anleitungen der Kursteilnehmer in der Ausführung chemischer Untersuchungen, ein Zimmer für die Präzisionswaagen, ein Mikroskopierzimmer und einen Raum für Brennversuche im Keller. Außerdem waren in diesem Gebäude drei Dienstwohnungen eingerichtet.
Die viergeschossigen Wohntrakte an der Landsberger Straße enthielten 47 Wohnungen für Mitarbeiter des Zollamtes. Ihre Größe war nach Dienstrang gestaffelt und reichte von sieben Zimmern für den Amtsleiter über Vier- bis Fünfzimmerwohnungen für Zollinspektoren bis zu Dreizimmerwohnungen für sonstige Beamte, Aufseher und Maschinisten. Alle Wohnungen hatten Küchen mit Gasherden und Zentralheizung und waren daher auch für die einfachen Mitarbeiter von erstklassigem Standard. Die gehobenen Wohnungen verfügten über eigene Bäder und Elektrizität. Der Hof zwischen den Wohngebäuden war begrünt und mit einem Kinderspielplatz ausgestattet.
Zum Gesamteindruck des Komplexes tragen die unterschiedlichen Gebäudehöhen und die vielfach gegliederten Dachlandschaften mit Gauben und Zwerchhäusern bei. Die Versuchsanstalt und die Wohnhäuser weisen Walmdächer auf, der Verwaltungstrakt und das Lagerhaus ein Satteldach. Die Grundrisse und Bauformen sind der Reformarchitektur zuzuordnen, die Fassaden aller Bauten sind, gemäß dem späten Jugendstil, durch plastischen Bildschmuck aus Muschelkalk und gestocktem Beton bereichert. Während die der Bahn zugewandte Seite eher nüchtern wirkt, „ist das Erscheinungsbild auf den anderen Seiten einladend und vielgestaltig“ und sind die Verwaltungs- und Lehrbereiche „repräsentativ“ gehalten.

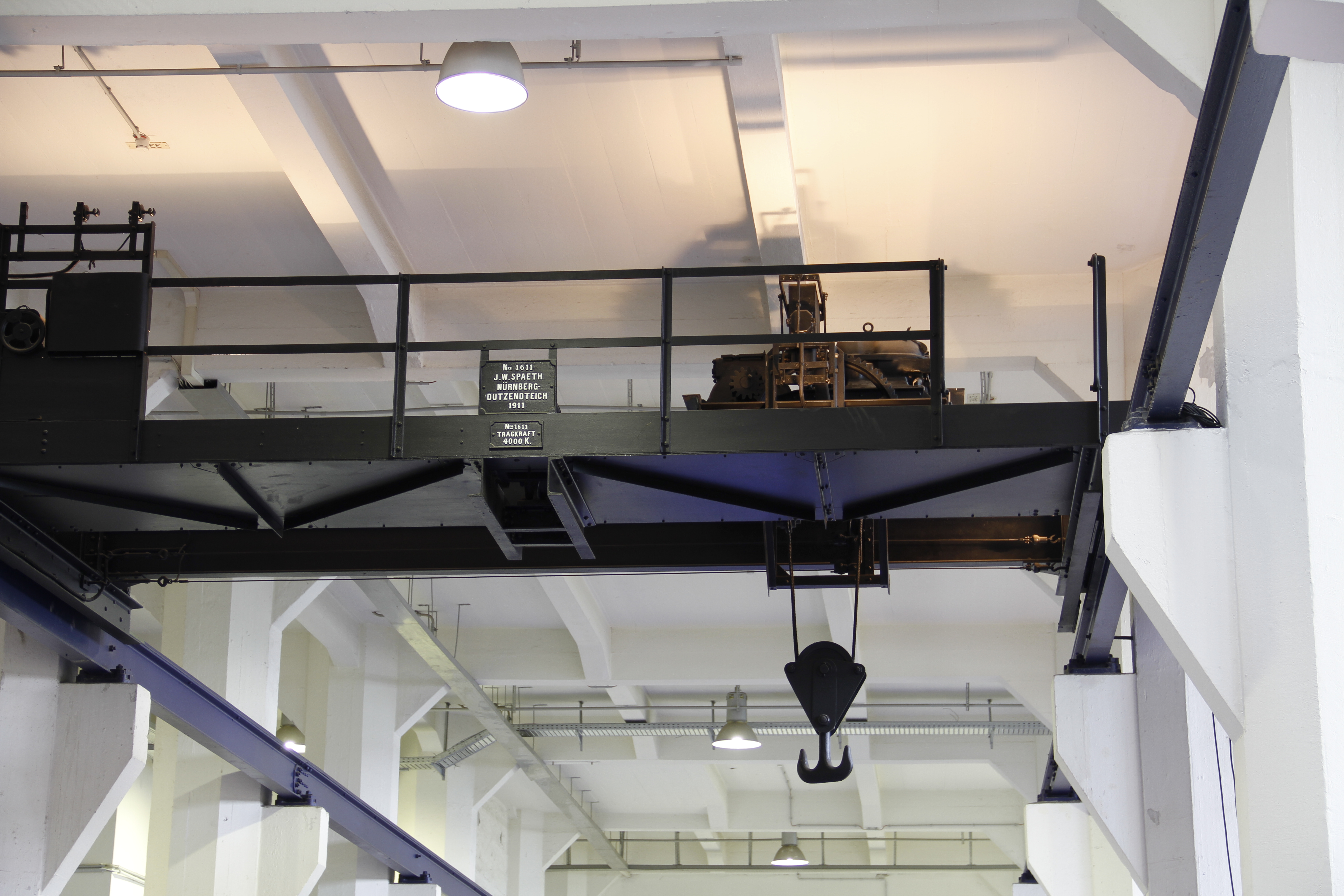
Laufkran in der Lagerhalle. Baujahr 1911 von J. W. Spaeth, Nürnberg-Dutzendteich

### Gebäudetechnik
Die Ausstattung der Behörde nutzte alle technischen Errungenschaften der Zeit: Im Inneren gab es Luftbefeuchtungsanlagen sowie Luftentstaubungsfilter und eine Einrichtung zur Frischluftzuführung. Das kontrollierte Klima in den Lagerräumen war besonders wichtig, weil über München die gesamte Tabakeinfuhr aus Griechenland in das Deutsche Reich abgewickelt wurde. Die Lagerhalle hatte einen direkten Gleisanschluss mit Seilzug zum Verschieben von Wagen, so dass per Eisenbahn ankommende Waren im Inneren des Zollamtes entladen werden konnten. Laufkräne mit einer Tragkraft zwischen 4 und 25 Tonnen und vier Lastenaufzüge mit je 1,5 Tonnen zulässiger Beladung sorgten für den Transport der Güter.
Zur Staubvermeidung wurde die Abluft aus den Untersuchungsräumen gefiltert und die anschließenden Büros wurden konstant unter leichtem Überdruck gehalten. Verpackungen und Abfälle konnten aus den beiden Revisionssälen durch Schächte direkt in luftdichte Abfallbehälter geworfen werden. Im Keller waren Waschräume für Mitarbeiter eingerichtet. Im Zollhof stand ein Brunnenbecken als Pferdetränke zur Verfügung. Für die elektrische Ausstattung besaß das Zollamt einen eigenen Transformator, der den Strom vom E-Werk des Hauptbahnhofs auf die benötigten Werte umwandelte. Die beiden Abfertigungshöfe konnten mit Bogenlampen beleuchtet werden. Alle Gebäude hatten Zentralheizung oder einen Fernwärmeanschluss, es gab eine Haustelefonanlage, eine elektrische Uhrenanlage, die zentral vom Büro des Behördenleiters gesteuert wurde, und ein Rohrpostsystem.

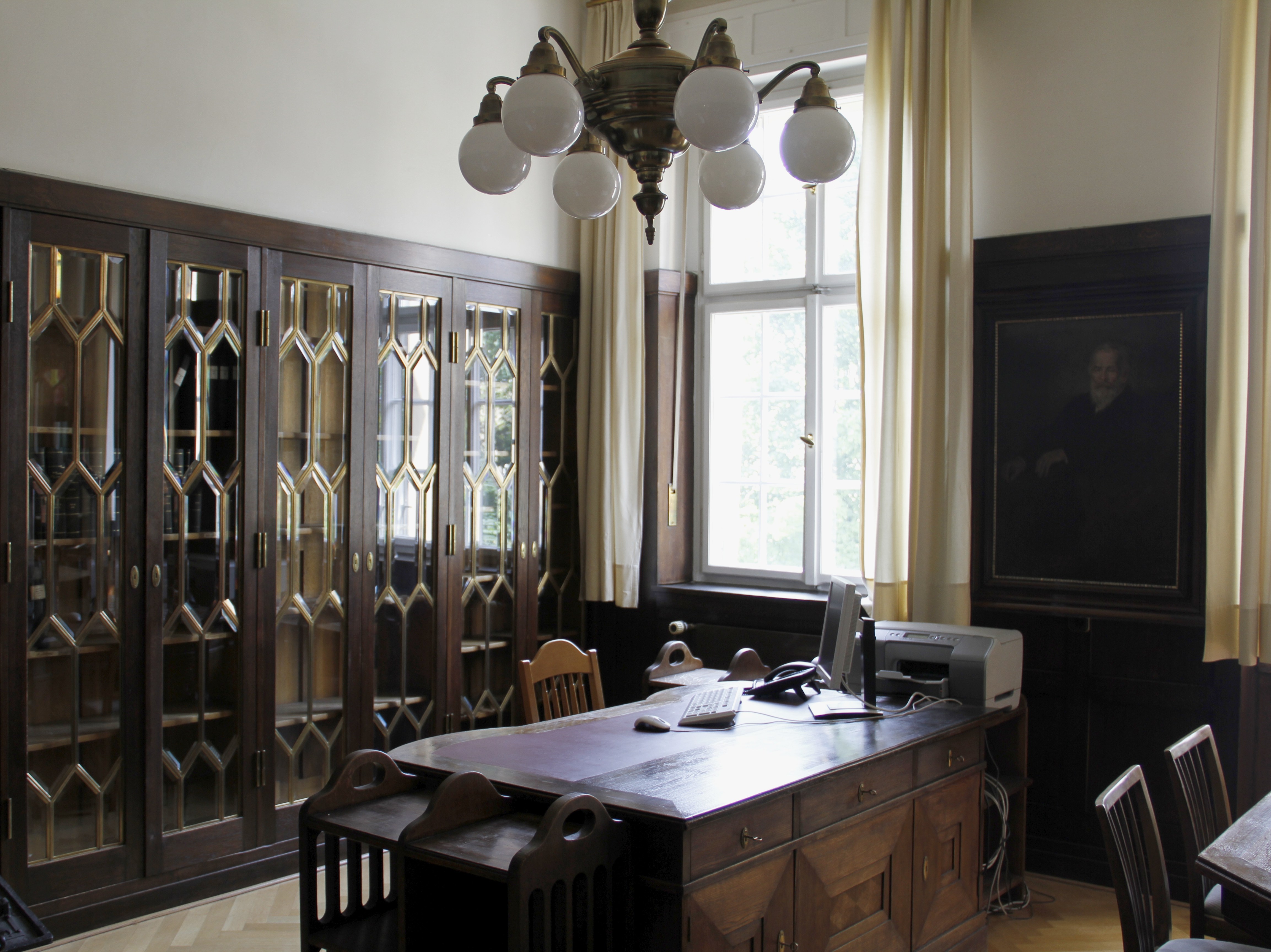
Historisches Büro des Behördenleiters, erhalten mit originaler Einrichtung

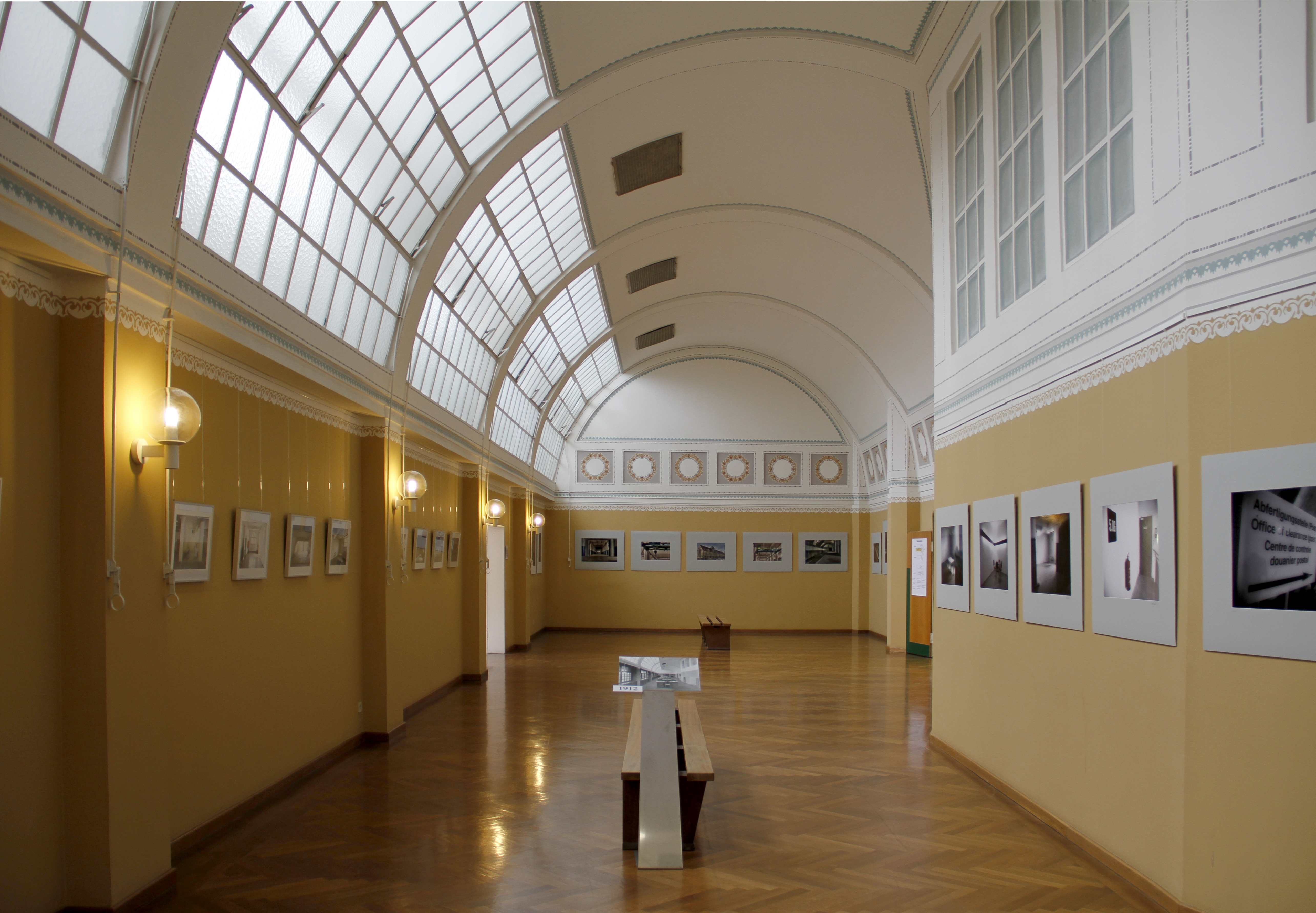
Ehemaliges Revisionsbüro des Zollfreilagers, heute Verbindungsgang

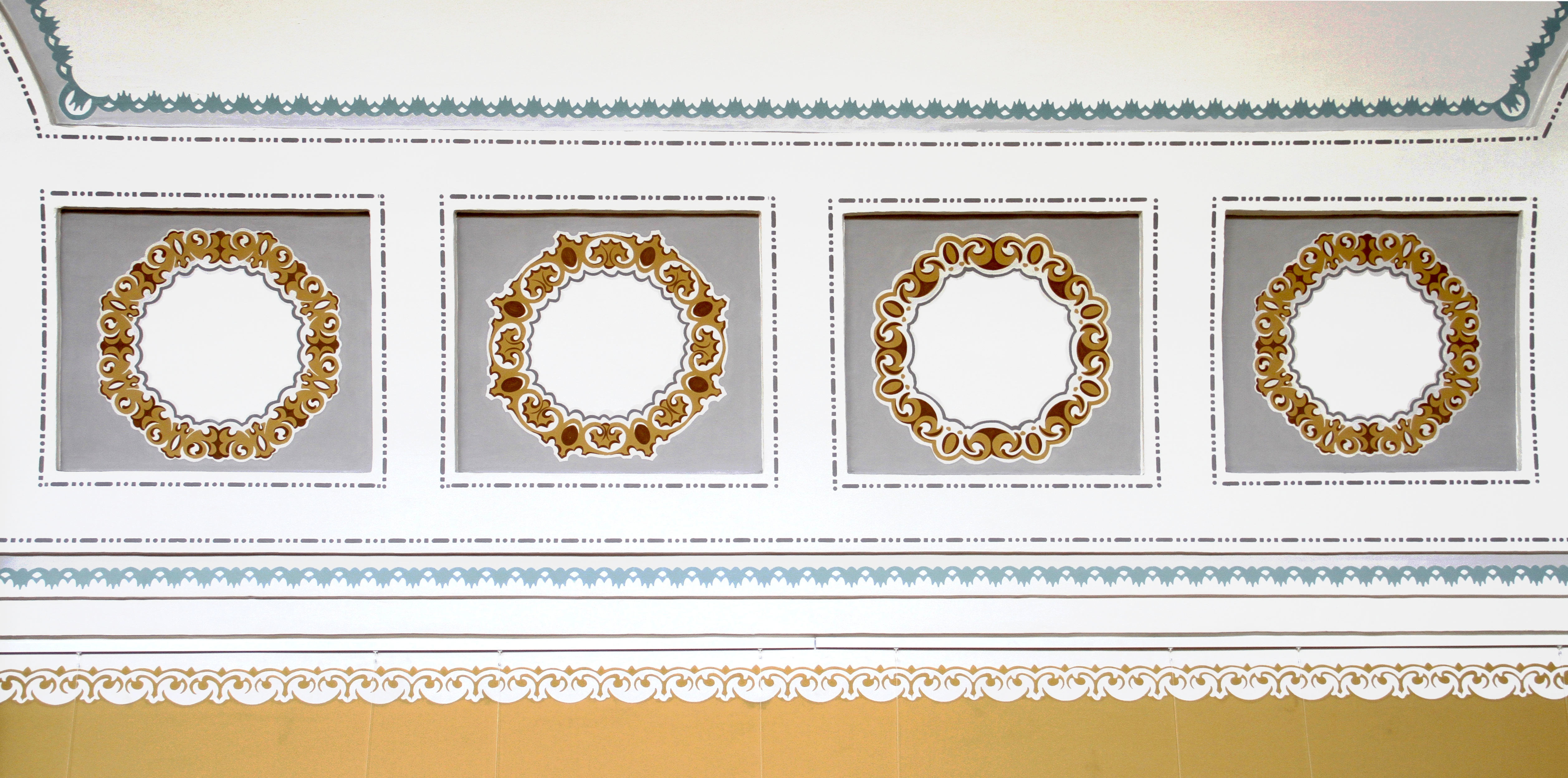
Schablonenmalerei im Revisionsbüro, rekonstruiert nach Fotos und Farbfunden

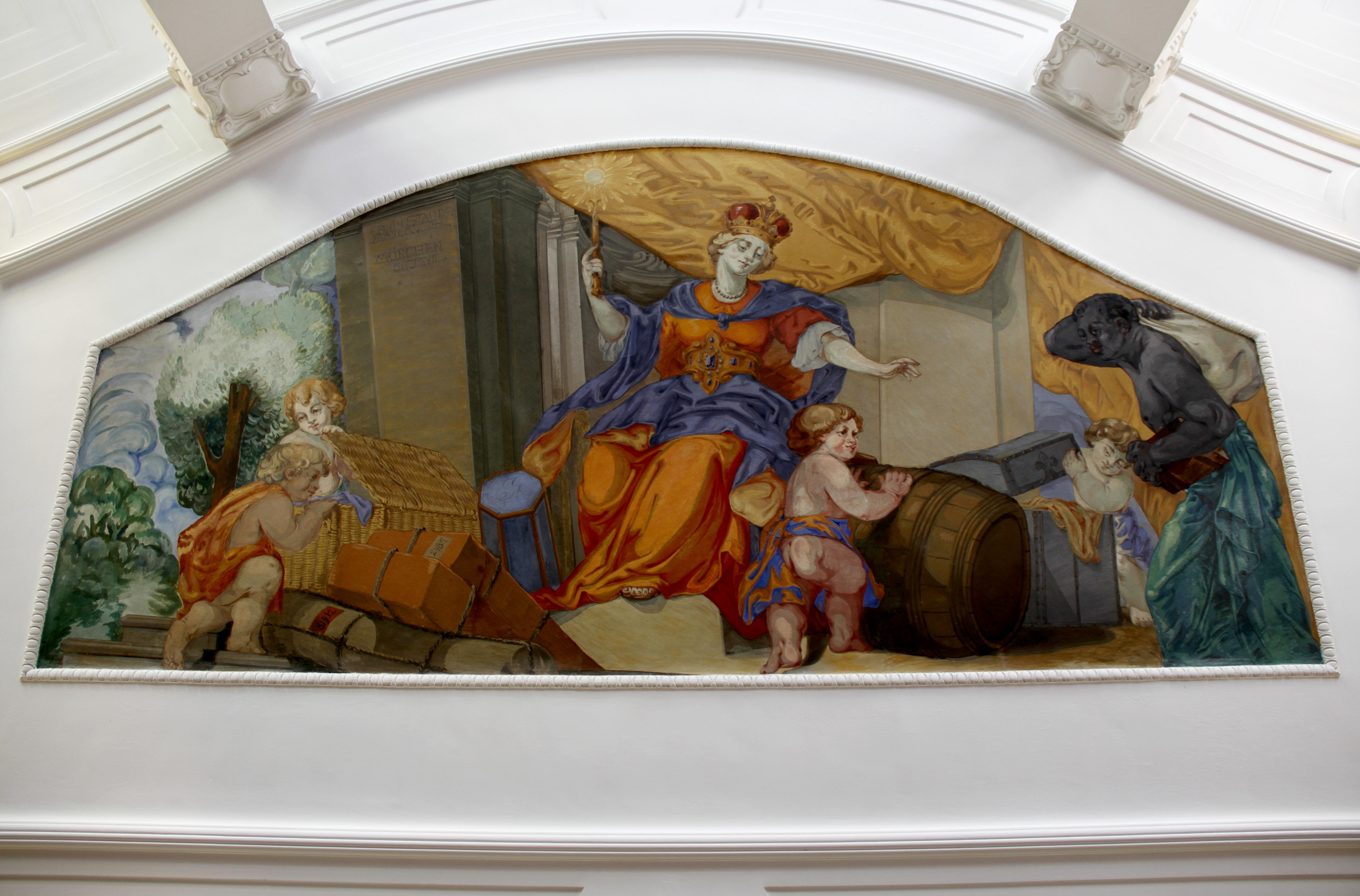
Deckengemälde im Vestibül

### Künstlerische Ausstattung
Die Bildhauerarbeiten an den Fassaden und im Inneren des Verwaltungsgebäudes stammten von Georg Albertshofer und Julius Seidler, eine Portalplastik von Wilhelm Riedisser. Das Vestibül und die Schalterhalle erhielten geschmiedete Ziergitter, geschnitzte Treppengeländerstützen und Schalterfronten aus poliertem Muschelkalk. Andere Bereiche waren mit Wanddekorationen in Schablonenmalerei verziert, die mit Palmettenfriesen, Perlschnüren und Kassetten die Wände gliederten. Große Teile der Ausstattung sind erhalten. Viele Türen und Geländer sind original, im Treppenhaus des Verwaltungstraktes sind eine Plastik und mehrere Kapitelle erhalten, das Direktionsbüro weist die ursprüngliche Holzvertäfelung und Möblierung auf.
In der Schalterhalle mussten vor der Restaurierung zwischen 1977 und 1987 erst Deckenrisse durch Kriegseinflüsse fachgerecht saniert werden, bevor die zwischenzeitlich mit Putz verschlossenen Kassetten in den Gurtbögen freigelegt und die Stuckprofile und die Schablonenmalerei nach Farbresten und Fotos rekonstruiert werden konnten. Die originale Front einer Stirnwand aus Muschelkalk-Platten und -Säulen konnte unter Putzschichten gefunden und freigelegt werden. Ziergitter waren zum Teil nicht erhalten und mussten nach Fotos neu geschmiedet werden. Die ehemaligen Holztäfelungen in den Sockelzonen waren verloren gegangen und für eine Rekonstruktion standen keine Mittel zur Verfügung. Daher wurden sie durch einen gemalten Sockel mit Kammzugmuster und einem Schablonenfries darüber ersetzt, wie er ursprünglich in den benachbarten Fluren existierte.
Im Büro des oberen Revisionssaals wurde die Schablonenmalerei nach Funden von Farbresten unter späterer Übermalung und Fotos aus der Bauzeit durch den Kirchenmaler Peter Hippelein rekonstruiert. Nach Rücksprache mit dem Landesamt für Denkmalpflege wurde der Eindruck der zwischenzeitlich verschlossenen Verglasung des Lichtschachts durch aufgemalte Glasbausteine angedeutet. Eine Reihe von Kassettenfüllungen in intensiven, frischen Farbtönen vermittelt wieder den ursprünglichen Charakter eines „gehobenen Bureaus“.
Im Vestibül sind Stuck und ein Deckenfresko erhalten. Es zeigt die Patrona Bavariae umgeben von Putten, die mit ihren Aktivitäten den Handel und damit die Grundlage des Zolls symbolisieren. Die Verkleidungen von Wänden und Säulen aus Muschelkalk waren jedoch bis auf einen kleinen Teil verloren. Sie wurden im Rahmen der Renovierung durch einen den Kalkplatten ähnlichen Anstrich ersetzt.